# هدروجين ثقيل
الهدروجين الثقيل وهو جزيء ثنائي الذرّة يتكون من نظيري الهيدروجين : البروتيوم أو الخفيف 1H والذرة الثانية من هيدروجين الديتريوم أو الثقيل 2H والصيغة الجزيئية HD . يمثل الهيدروجين الثقيل نسبة ضئيلة من الهيدروجين في الطبيعة. ويتواجد بنسبة عالية في الكواكب العمالقة بنسبة 30 إلى 200 جزء في المليون.